# 板倉光隆
板倉 光隆（いたくら みつたか、1976年11月22日 - ）は、日本の男性俳優、声優、ナレーター、演出家、音響監督、演劇プロデューサー、演技講師、司会者、MC、武道家。大沢事務所所属。

## 経歴
劇団昴、フロム・ファーストプロダクションを経て、2013年5月1日から大沢事務所所属。

## 人物
東京都稲城市生まれ、静岡県静岡市出身。身長172cm。体重67kg。声質はハスキー。
特技は殺陣、剣術。ブラジリアン柔術青帯。居合道四段。合気道二段。剣道初段。ボクシング。ヨガインストラクターRYT200。漢検2級。英検3級。普通自動車免許。普通自動二輪免許。危険物取扱者乙種4類。趣味は献血。

## 出演作品

### 舞台
- 坂本龍馬 (陸奥陽之助)(2000年、あすなろアンドエス/東京芸術劇場小ホール2)
- グラマーグランマ (カラメル)(2001年、カブ/中野 劇場MOMO)
- そして誰もいなくなった (アームストロング)(2002年、劇団昴/三百人劇場)
- 羅生門 (鬼)(2002年、クラウンジョイントリサイタル/新宿文化センター大ホール)
- 夏の森の匂いはー或いは人の世は夢 (デメトリアス)(2003年、バレエメカニクス/シアターΧ)
- エピシーン (トゥルーウィット)(2003年、劇団昴/三百人劇場)
- 寒天 (佐助)(2003年、演劇Group安心宣言/大塚 萬スタジオ)
- 雁追橋 (巡査C)(2003年、伝統芸能を考える会/グリーンホール相模大野大ホール)
- マクベス (メンティース)(2003年、劇団昴/三百人劇場)[10]
- 灯台 (主演・昇)(2003年、モミュス/四ッ谷 コア石響)
- 広くてすてきな宇宙じゃないか (ヒジカタ)(2003年、別世界カンパニー/下北沢 東演パラータ)
- Fake her (游少尉)(2004年、劇団シアタージャック/青山円形劇場)
- ヤクザーマン (目黒耕作)(2004年、シアターバロック/東京芸術劇場小ホール2)
- 日々の敵 (宮西大吾)(2004年、新人会/新人会スタジオ)
- ジュリアス・シーザー (シナ/ティティニウス)(2004年、宝塚クリエイティブアーツ/シアターΧ)[11]
- デイ・オブ・ウルブズ (永倉新八)(2004年、一劇/吉祥寺 櫂スタジオ)
- ドリーウェストのキッチン (ジャスティン・ウエスト)(2004年、劇団昴/三百人劇場)[12]
- Japan Hand (稔)(2005年、劇団シアタージャック/青山円形劇場)
- いただきまぁす! (佐藤修平)(2005年、劇団昴/三百人劇場)[13]
- ロンググッドバイ (浩二)(2005年、劇団シアタージャック/シアターグリーンエリア171)
- オテロ (元老院議員)(2006年、東京のオペラの森/東京文化会館大ホール)
- アリエル (久保田)(2006年、劇団シアタージャック/王子小劇場)
- さよならHeaven (主演・中田学)(2007年、演劇配合サプリメンツ/中野 劇場MOMO)
- Japan Hand改訂版 (稔)(2007年、劇団シアタージャック/青山円形劇場)
- やればできるこ (トシ)(2007年、伊勢原演劇部。/STスポット横浜) - 演出
- 愛獣 (青年)(2008年、MissPRs/新宿ゴールデン街劇場)
- ジュリアス・シーザー (兵士)(2008年、劇団昴/あうるすぽっと-豊島区立舞台芸術交流センター)[14]
- クリスマス・キャロル (フレッド/青年スクルージ)(2008年、劇団昴/あうるすぽっと)[15]
- イリノイのリンカン (ファーガス/カヴァナ)(2009年、ハーフムーン・シアター・カンパニー/俳優座劇場)[16]
- 母乞食 (青年杏樹)(2009年、MissPRs/サンモールスタジオ)
- プライベート・アイズ (望月伸也/豊島哲郎)(2009年、劇団フライングステージ/下北沢 OFF・OFFシアター)
- 臭いものの蓋 (教務)(2009年、♯600/STスポット横浜) - 演出
- ひまわり (男2)(2009年、hataBow企画/SPACE雑遊)
- クリスマス・キャロル（再演） (フレッド/青年スクルージ)(2009年、劇団昴/北九州芸術劇場中劇場、下関市民会館大ホール、大分県立芸術会館、田川文化センター大ホール、飯塚コスモスコモン中ホール、メディキット県民文化センター演劇ホール(宮崎県立芸術劇場)、熊本県立劇場演劇ホール、鹿児島県立文化センター(宝山ホール)、ももちパレス大ホール、佐賀市民会館、佐世保市民会館、島原文化会館、長崎市公会堂、あうるすぽっと)[17]
- 愛獣-改訂版- (青年)(2010年、MissPRs/新宿 サンモールスタジオ)
- BURAI (村地卓哉)(2010年、非シス人/ザムザ阿佐谷)
- Blood TYPE (ウースター)(2010年山下幼稚宴/シアターグリーンBOXinBOX THEATER)
- 魁 (帰宅部さとう)(2010年、sepia/シアターグリーンBOXinBOX THEATER)
- ハムレット (レアティーズ)(2010年、Star★ACT/新宿 シアターブラッツ)
- 悪役志願 (テン)(2010年、黒色綺譚カナリア派/座・高円寺1)[18]
- クリスマス・キャロル (フレッド/青年スクルージ)(再々演 2010年、劇団昴/紀の川市 粉河ふるさとセンター大ホール、阪南市立文化センター・サラダホール、和歌山市民会館大ホール、貝塚市立文化会館コスモスシアター大ホール、姫路市市民会館大ホール、神戸文化ホール中ホール、ひこね市文化プラザ、奈良県文化会館国際ホール、京都会館第二ホール、あうるすぽっと)[19]
- トマトと、(主演・男)(2011年、TheaterPityman/南阿佐ヶ谷 小劇場 ひつじ座)[20]
- オバケなスパイ (主演・イタクラミツタカ)(2011年、山下幼稚宴/相鉄本多劇場)
- 一族再會 (川井五郎)(2011年、現代演劇協会/シアターグリーンBIG TREE THEATER)[21]
- 帰って来た蛍〜慟哭の詩〜 (菊池秀雄)(2012年、カートプロモーション/前進座劇場、長岡市立劇場大ホール)
- そのゆびにぎって (主演・石谷)(2012年、Pityman/南阿佐ヶ谷 小劇場 ひつじ座)[22]
- 甲斐のくのいち〜もう一つの風林火山〜 (武田信玄)(2012年、Unit Blueju/座・高円寺2)
- 夜光星ディスコルーム (主演・アサヒ)(2013年、エムキチビート／シアターグリーンBOXinBOX THEATER)[23]
- なぜなにもないではなく、夜があるのか (宏太)(2013年、Pityman／新宿眼科画廊F1)[24]
- おーい龍馬 (ナレーター)(2013年、クラウンジョイントリサイタル／なかの ZERO 大ホール)
- ばしょ (しょうた) (2014年、Pityman／pit北/区域)[25]
- 日本の夜明けを見た侍たち (坂本龍馬) (2014年、山月流吟詠会 創立十周年記念吟詠芸能祭/横浜 にぎわい座)
- 音劇「朱と煤 aka to kuro」 (加藤英輔)(2014年、エムキチビート/吉祥寺シアター)
- アラル (バト)(2015年、Pityman/下北沢「劇」小劇場)※日本演出者協会主催・若手演出家コンクール最終審査
- いつも眠るまえに (天野哲也)(2015年、Pityman/王子小劇場)[26]
- 芥川龍之介 地獄変 (良秀)(2015年、PUBLIC∴GARDEN!/大阪 一心寺シアター倶楽、新宿 サンモールスタジオ)[27]
- STAND UP！〜シズオカ独立宣言！家康再起動〜 (徳川家康)(2015年、駿府天下泰平まつり 徳川家康公顕彰四百年事業/静岡市民文化会館中ホール)
- そのゆびにぎって(再演) (石原英也)(2015年、Pityman/pit北/区域)[28]
- 羅刹の色 (語り部)(2016年、武人会プロデュース/高円寺 明石スタジオ)[29]
- ひゃくはち問答〜拝まれ真如 顛末記〜 (皆空)(2016年、蜂寅企画/中野 テアトルBONBON)[30]
- 僕はスッポン (ナオ)(2016年、ぽこぽこクラブBAR公演/新大久保 BARホボホボ) - 演出
- トーク・ゲーム (槇島)(2016年、板と藤/演劇集団アクト青山アトリエ)
- ハッシャ・バイ (男2)(2016年、PUBLIC∴GARDEN!/大阪 一心寺シアター倶楽、新宿 サンモールスタジオ)[31]
- そうさくげき「幻山の龍ヶ石」 (影の石松/レディースデデ/炎の王妃)(2016年、森の劇場/仙台市 東北学院大学土樋キャンパス内90周年記念館3階大ホール)
- きら星のごとく〜おんな北斎藍色草紙〜 (鳥居耀蔵)(2016年、蜂寅企画/シアターグリーンBIG TREE THEATER)[32]
- 新・獄門のふたり (船頭)(2016年、蜂寅企画番外公演/ステージカフェ下北沢亭)[33] - 演出・プロデュース
- 新・今昔看板娘盛衰記 (客)(2016年、蜂寅企画番外公演/ステージカフェ下北沢亭)[33] - 演出・プロデュース
- 忘れな三助〜大江戸絢爛湯屋物語〜 (麟太郎(勝海舟))(2017年、蜂寅企画/中野 ザ・ポケット)[34]- 演出・プロデュース
- バビロンの春 (荒木俊)(2017年、板と藤/演劇集団アクト青山アトリエ)
- あの空に響くは、きみと在る時 (マイケルエスペランサ遠野カッパみつおファイブ)(2017年、森の劇場/南アルプス市 木の国サイト特設野外ステージ)
- 悪たれ写楽 (喜多川歌麿)(2017年、蜂寅企画/八幡山 ワーサルシアター)[35] - 演出・プロデュース
- 最果て忠敬 (徳川家斉)(2018年、蜂寅企画/中野 ザ・ポケット)[36] - 演出・プロデュース
- 伝馬町牢日誌しゃばだば (次郎吉(鼠小僧))(2018年、蜂寅企画/八幡山 ワーサルシアター)[37] - 演出・プロデュース
- 弁天小僧〜宵雨の艶菊〜 (主演・お艶(弁天小僧菊之助))(2018年、森の劇場番外公演/浅草 雷5656会館ときわホール)[38]
- 幕末ほとがらひい (徳川慶勝) (2019年、蜂寅企画/中野 ザ・ポケット)[39] - 演出・プロデュース
- 追想・地獄変 (絵師・良秀)(2022年、エムキチビート/すみだパークシアター倉)[40]
- 時空の人 伊能忠敬 (高橋至時、叔父)(2022年、クラウンジョイントリサイタル/墨田区 曳舟文化センター)
- 夜光星-ヒバナニマツワルキョウソウキョク- (モガミ)(2023年、E-Stage Topiaプロデュース/中野 ザ・ポケット)[41] - 演出

### リーディング・朗読劇
- 修ちゃんとシュウさんと風の列車 (直秀)(2005年、劇団昴/三百人劇場)
- 9条は守りたいのに口ベタなあなたへ… (ミッチー)(2007年・再演2008年、非戦を選ぶ演劇人の会/全労済ホールスペース・ゼロ)
- ピッグ・イン・ザ・ミドル (ライアン)(2008年、ハーフムーンシアター・カンパニー、国際演劇協会/シアターΧ)
- 蟹工船 (田辺豊作/学生上り)(2009年、伽羅/武蔵野芸能劇場)
- 魔・コミュ〜鏡とノートと魔法使い〜 (歌木光太郎)(2009年、WWW/西荻窪 遊空間がざびぃ)
- 鳥たちは横断歩道を渡らない (ソンテ)(2009年、第1回日韓演劇フェスティバル/あうるすぽっと ロビーホワイエ)
- 遠くの戦争〜日本のお母さんへ〜 (赤木/アビハイ)(2009年、非戦を選ぶ演劇人の会/全労済ホールスペース・ゼロ)
- 戦・コミュ〜風と忍者と虹の郷〜 (風魔小太郎)(2009年、WWW/高田馬場 四谷天窓)
- 恋の終わりと愛の続き、夢の始まり (男)(2010年、WANDELUNG/代々木上原 ムジカーザ)
- Re：カクカクシカジカの話 (外務省)(2010年、非戦を選ぶ演劇人の会/全労済ホールスペース・ゼロ)
- 核・ヒバク・人間 (解説者)(2011年、非戦を選ぶ演劇人の会/全労済ホールスペース・ゼロ)
- 12人のそりゃ恐ろしい日本人 (友達)(2011年、日本劇作家協会/座・高円寺けいこ場)
- リーディングフェスタ2011 新人戯曲賞プレビュー・リーディング-抜粋 「ロクな死にかた」(生方)・「ねぼすけさん」(須賀)・「元禄夜討心中」(中村七三郎)・「娘帰る」(上馬)・「花と魚」(酒田七生)(2011年、日本劇作家協会/座・高円寺2)
- 白雪姫 (ナレーション)(2014年、ポエムファンタジー/千葉県福祉ふれあいプラザふれあいホール)
- 青池の伝説「賀姫」 (村長)(2015年、ポエムファンタジー/札幌サンプラザホール、留萌市文化センター大ホール、広島市東区民文化センター)
- 藪の中 (木樵り、旅法師、放免、多襄丸、死霊)(2015年、705project/四ツ谷 総合藝術茶房 喫茶茶会記)
- 青池の伝説「賀姫」(再演) (村長)(2016年、ポエムファンタジー/亀戸文化センターカメリアホール)
- 御約御免 (大岡越前守忠相)(2017年、蜂寅企画/東京駒込妙義神社)[42] - 演出
- うそ八百比丘尼 (お鈴)(2017年、蜂寅企画/東京駒込妙義神社)[42] - 演出
- 柿の実物語 (菊雄、三次、母、書生、ト書)(2019年、背くらべを歌う会/静岡市立西豊田小学校体育館) - 演出
- 美談ざんまい (講談師)(2019年、かくのわタイガース/大宮 氷川の杜文化館 伝承の間)[43] - 演出
- 大江戸毛波百景 (虎丸、講談師)(2019年、かくのわタイガース/大宮 氷川の杜文化館 伝承の間)[43] - 演出
- 悪役指南 (店主、男1)(2019年、蜂寅企画/上野 寛永寺 輪王殿 第二会場)[44] - 演出
- かっぱの金星 (唐瓜親方)(2019年、蜂寅企画/上野 寛永寺 輪王殿 第二会場)[44] - 演出
- 雪の便り (長太郎)(2019年、蜂寅企画/上野 寛永寺 輪王殿 第二会場)[44] - 演出
- 読「芥川龍之介 地獄変」オンラインリーディング (良秀、猿)(2020年、PUBLIC∴GARDEN!/Match-ing!、ZOOM THEATER)
- ピアニシモ オンラインリーディング (父親、物語1)(2020年・追加公演2020年、PUBLIC∴GARDEN!/Match-ing!、ZOOM THEATER)
- 銀河鉄道の夜 オンラインリーディング (学者、鳥捕り、青年、父、ザネリ、牛乳屋の主人、物語の語り部)(2020年、PUBLIC∴GARDEN!/Match-ing!、ZOOM THEATER)
- さざなみトレイン (ステージディレクション(ト書き))(2020年、日本劇作家協会/ZOOM)
- トランス オンラインリーディング (後藤参三)(2020年・追加公演2020年、PUBLIC∴GARDEN!/Match-ing!、ZOOM THEATER)
- ばあちゃる御役御免 (大岡越前守忠相)(2020年、蜂寅企画/ZOOM) - 演出・プロデュース
- 行きたくない武蔵 (細川忠興)(2020年、蜂寅企画/ZOOM)[45] - 演出・プロデュース
- 冥土のみやげはありません! (高崎屋清兵衛、女中頭)(2020年、蜂寅企画/ZOOM) - 演出・プロデュース
- リーディング・フェスタ2020 戯曲に乾杯!　 別役実 未上演戯曲リーディング「おや、賢治さん、どちらへ うん、ちょっと、そこまで」 (駅員、祖父、農夫、ホサカ、弟、校長、仲間1、農夫3)・「象」(男)・「スパイものがたり」(オマワリサン)・「受付」(男1)(2020年、日本劇作家協会/ZOOM)
- 地獄道中膝栗毛 (クロ・アカ)(2021年、蜂寅企画/ZOOM)[46] - 演出・プロデュース
- にしむくさむらい (男2)(2021年、日本劇作家協会/アーカイブ・デジタル教材)
- 秋聲生誕150年記念事業 朗読劇「赤い花」 (小島睦夫、佐伯)(2021年、徳田秋聲記念館/金沢市文化ホール) - 演出
- 高校生と声優が共演する朗読劇「外科室」抜粋 (高峰医師)(2023年、いしかわ百万石文化祭2023実行委員会/石川県立図書館だんだん広場)[47] - 演出
- 石川ゆかりの文学朗読劇「金曜に彼は何をしたのか〜本と鍵の季節より」(近所のおばさん、横瀬先生、来来々軒の店主)(2023年、いしかわ百万石文化祭2023実行委員会/石川県立音楽堂コンサートホール)[48] - 演出
- 朗読写真館「喫茶＆Bar」 (1人全役・語り手、マスター、少女、男、若い男、娘、女性)(2024年、森の劇場/東京エレクトロン韮崎文化ホール 1階 美術展示室、南アルプス市 ばらびー・De・くらんく)
- AI道中膝栗毛 (弥次さん)(2024年、有限会社リップス ボイスアルファ/静岡市 LIVE ROXY SHIZUOKA)[49] - 演出
- 朗読写真館「喫茶＆Bar」(追加公演) (1人全役・語り手、マスター、少女、男、若い男、娘、女性)(2024年、森の劇場/南アルプス市 若草生涯学習館ホール)
- 朗読劇「マデリーヌ」 (男、運転手)(2024年、森の劇場/東京エレクトロン韮崎文化ホール 1階 美術展示室)[50]

### 舞台（声の出演）
- 転落 (シーオの夫)(2002年、劇団昴/三百人劇場)
- eco (DJ)(2006年、演劇配合サプリメンツ/中野 劇場MOMO）
- kitchen＝ハル (ナレーション)(2009年、劇団ジャップリン/中野 ザ・ポケット)
- 幕末のドリ府 (孝明天皇)(2009年、演劇配合サプリメンツ/中野 ザ・ポケット)
- MoonWar (キャスター)(2010年、演劇配合サプリメンツ/中野 ザ・ポケット)
- 悪役志願 (タイトルコール)(2010年、黒色綺譚カナリア派/座・高円寺1)
- 降臨Fight (劇中ナレーション)(2011年、ASSH/吉祥寺シアター）
- 太陽のコトコト島 (劇中ナレーション)(2011年、山下幼稚宴/横浜 相鉄本多劇場）
- 水無月の云々 (ニュースキャスター)(2012年、中津留章仁LOVERS/新宿 タイニイアリス）
- ラブサードホテル (ナレーション、サンタ)(2012年、ゲイシャフジヤマNo.1/渋谷 ギャラリーLE DECO）
- 12月のピエロ協奏曲 (王)(2012年、山下幼稚宴/横浜 相鉄本多劇場)
- 男の果て (オーナー)(2013年、元東京バンビ／下北沢 OFFOFFシアター)
- ブラッドタイプビー (オズワルド)(2013年、山下幼稚宴／座・高円寺1)
- 蝉しぐれ (島崎与之助、藤次郎)(2014年、クラウンジョイントリサイタル/中野 ZERO 大ホール)
- 肉と錆 (ラジオキャスター、草野球の人)(2014年、ゲイシャフジヤマNo.1/下北沢 シアター711)
- STAND UP！〜シズオカ独立宣言！家康再起動〜 (石田三成)(2015年、静岡市文化振興財団20周年事業「キニナルスキニナルプロジェクト」/静岡市民文化会館中ホール)
- シャッフル・ルーム (DJミッチー)(2016年、劇団川瀬組/三島市民文化会館小ホール)
- スーパーモンキー・秀吉 (千利休、柴田勝家、片桐、秀満)(2016年、クラウンジョイントリサイタル/文京シビックホール 大ホール)
- 土俵で相撲をとることは大変キケンです (DJ照彦)(2017年、ビエンナーレ/千代田区立 内幸町ホール)
- 羅城門 (坂田金時、酒呑童子、老人)(2017年、クラウンジョイントリサイタル/なかの ZERO 大ホール)
- 第49回全国吟剣詩舞道大会 企画番組 龍馬 (久坂玄瑞、桂小五郎、門弟、供先)(2017年、日本吟剣詩舞振興会/日本武道館)
- 親魏倭王「卑弥呼」(明帝皇帝、小国主3、百姓)(2018年、クラウンジョイントリサイタル/中野 ZEROホール)
- 兜 (源義経、石川悪右衛門)(2023年、クラウンジョイントリサイタル/浅草公会堂)
- 本能寺 (織田信長)(2024年、クラウンジョイントリサイタル/浅草公会堂)

### 映画
- 星になった少年 (タイ人象使いの声)(2005年、監督・河毛俊作)
- 筆子・その愛 -天使のピアノ- (貴族)(2006年、監督・山田火砂子)
- 五月の空 (湯浅仁太)(2008年、監督・松林宗恵、瀬川昌治)
- ぼくらの自転車日記 (向井大貴)(2009年、監督・後藤俊夫)
- 蛍光、ひかり (サン)(2009年、監督・金泰亨)
- ブルーピクチャー (森田)(2009年、監督・中村亮)
- きざみ (ピザ屋店長)(2009年、監督・光藤太朗)
- シガレットハウスショー (三木鉄男)(2009年、監督・秦敏樹)
- みどりさん (テツヤ)(2009年、監督・中村亮)
- のだめカンタービレ 最終楽章前編 (ノースリーブの声)(2009年、監督・武内英樹)
- アイスプリン (義宏)(2010年、監督・池田万里菜)
- 感情風船 (そらの父)(2010年、監督・秦敏樹)
- シアワセ (男1)(2010年、監督・中島あゆ美)
- ミタイトル (マルコ)(2010年、監督・山岡直人)
- 笑顔がいちばん (三浦信司)(2012年、監督・坂下正尚)
- サモンの娘 (イエモン)(2013年、監督・中村明子)
- スピード離婚 (川中壮平)(2022年、監督・羽蚋拓未)
- 唐がらしのまち (田中茂)(2013年、監督・坂下正尚)
- 肩に噛み跡 (直樹) (2014年、監督・グェン・ヤ・タオ・リン)
- じじいとおれの夏 (駅員) (2014年、監督・松本匡史)
- きちがい (マスター) (2014年、監督・大石直人)
- オリンピアの嘲笑 (大崎) (2014年、監督・三原慧悟)
- 繋がる。 -CONNECT- (将夫、将夫の父 1人2役) (2014年、監督・今津吉弘)
- 圏外 (教授の声)(2014年、監督・間見絵美里)
- さいたまケンネル (刑事部捜査一課特殊班員 日下)(2014年、監督・藤沼淳一郎)
- 一人から卒業〜ある日の鎌倉の物語〜 (達也)(2014年、監督・小野美和)
- 美しい後悔 (ナレーション)(2015年、監督・伊藤英洋)
- Revolution (逆さぶら下がり健康器の男)(2015年、監督・高橋臨太郎)※東京藝術大学卒業展作品
- コンテイジャス-連鎖- (男)(2015年、監督・小野美和)
- 誰か、僕を抱きしめてくれないか？ (山田会長)(2015年、監督・小野美和)
- キック (杏の父)(2015年、監督・永野優作)
- おじいちゃんの季節 (篠原幸助)(2016年、監督・後藤俊夫)
- 枝の先はやがて夜の空に届く (医師)(2016年、監督・中野亮太、中山大暉)
- ネクタイとスウェット (ゴウ)(2017年、監督・木村弘明)
- 少年ムヒカ〜道徳のものさし〜 (小林正二)(2017年、監督・坂下正尚)
- 棘の向き (健太郎)(2018年、監督・キム・テヒョン)
- 楽園 (松井竜司)(2018年、監督・菁娜)
- 理華、おかえり (岸)(2018年、監督・伊藤哲)
- 疑惑？ (今村孝志)(2018年、監督・金澤ぐれ)
- 昼夜の魚 (コメンテーター)(2018年、監督・Zono)
- それでも僕は彼女の名前を知らない (アナウンサー)(2018年、監督・藤森光波)
- 破滅のダンテ (インタビュアー)(2019年、監督・堀哲朗)
- つはもの (プロのピアニスト)(2019年、監督・木村弘明)
- 飾りもの (岡野俊)(2020年、監督・松本歩紀)
- 春にして頬を拭う (ラジオアナウンサー)(2021年、監督・三浦克巳)
- スピード離婚 (川中壮平)(2022年、監督・羽蚋拓未)
- 悲願ノ花 (父の声)(2023年、監督・繪畑彩子)
- 温泉シャーク (マッチョの声)(2024年、監督・井上森人) [51]
- 運命の輪 (中年男性の声)(2025年、監督・吉田瑠貴矢)

### オリジナルビデオ
- ほんとにあった！呪いのビデオ 76 同時通話 (川崎正人)(2018年、監督・カツヲ)
- 封印動画-警告5- バイク・初詣・禁じられたシナリオ（ナレーション）・嘘 (綾瀬光一、ナレーション)(2018年、監督・沖田光)
- 封印動画-警告-6- 労働者・スノボ・ポルノ・見知らぬ駅・滝行 (ナレーション)(2018年、監督・沖田光)
- パンドラ 封印動画 警告8 エレベーターの女・さとるくんに質問 (ナレーション)(2019年、監督・沖田光)

### テレビドラマ
- 使命と魂のリミット 前編 (その息子)(2011年、NHK)
- DOCTORS〜最強の名医〜 最終話 (記者)(2011年、テレビ朝日)
- TOKYOエアポート〜東京空港管制保安部〜 第6話(ニュースの声)(2012年、フジテレビ)
- 外科医 鳩村周五郎 11 (大牟田刑事)(2013年、フジテレビ)
- 刑事吉永誠一 涙の事件簿 11 (坂崎達也)(2013年、テレビ東京)
- 癒されたい男 第1話、第9話 (社員)(2019年、テレビ東京)
- ストロベリーナイト・サーガ 第9話 (留置場係員)(2019年、フジテレビ)
- あなたの番です 第9話 (リポーター)(2019年、日本テレビ)
- ルパンの娘 第4話 (公園で遊ぶお父さん)(2019年、フジテレビ)
- リーガル・ハート〜いのちの再建弁護士〜 第3話 (斉藤弁護士)(2019年、テレビ東京)
- ボイス 110緊急指令室 最終話 (ブローカー)(2019年、日本テレビ)
- 監察医 朝顔 最終話 (守山外科医院医師)(2019年、フジテレビ)
- ドクターY〜外科医・加地秀樹〜第4弾 (外科医局員)(2019年、テレビ朝日)
- 警視庁・捜査一課長スペシャル6 (鑑識班員)(2019年、テレビ朝日)
- ドクターX〜外科医・大門未知子〜第6シリーズ 第1話、第2話 (外科医局員)(2019年、テレビ朝日)
- ハル〜総合商社の女〜 第1話、第2話、第3話 (五木商事社員)(2019年、テレビ東京)
- 死役所 第2話 (妊婦の夫)(2019年、テレビ東京)
- 警視庁・捜査一課長スペシャル8 (鑑識班員)(2020年、テレビ朝日)
- 駐在刑事Season2 第3話 (取り調べをする刑事(12年前の警官))(2020年、テレビ東京)
- 絶対零度〜未然犯罪潜入捜査〜 Season4 第3話 (救急隊員)(2020年、フジテレビ)
- トップナイフ-天才脳外科医の条件- 第6話 (救急隊員)(2020年、日本テレビ)
- 微笑む人 (救急隊員)(2020年、テレビ朝日)
- 警視庁・捜査一課長2020 ヒラから成り上がった最強の刑事! 第1話、第8話、第9話 (鑑識班員)(2020年、テレビ朝日)
- 白日の鴉2 (裁判所事務官)(2020年、テレビ朝日)
- アンサング・シンデレラ 病院薬剤師の処方箋 第3話、第9話、第10話 (救急科医師)(2020年、フジテレビ)
- キワドい2人 -K2- 池袋署刑事課 神崎・黒木 第4話 (遺族の叔父)(2020年、TBS)
- ルパンの娘 第2シリーズ 第1話、第2話 (狛江署刑事)(2020年、フジテレビ)
- タリオ 復讐代行の2人 第3話 (ワインバー店員)(2020年、NHK)
- 危険なビーナス 第8話 (サヴァン症候群患者)(2020年、TBS)
- 教場II (神奈川県警察学校副教官)(2021年、フジテレビ)
- 天国と地獄〜サイコな2人〜 第1話 (刑事)(2021年、TBS)
- ゲキカラドウ 第2話 (家族客の父親)(2021年、テレビ東京)
- 知ってるワイフ 第11話 (工場責任者)(2021年、フジテレビ)
- 世にも奇妙な物語 秋の特別編「スキップ」 (刑事)(2021年、フジテレビ・共同テレビ)

### 配信ドラマ
- あなたの番です Huluオリジナルストーリー「扉の向こう」401号室 (窪田(ナレーション))(2019年、Hulu)

### WEBドラマ
- メディシネマ そして、明日への光 (高田敏文)(2012年、m3．net)

### テレビアニメ
- 焼きたて!!ジャぱん（2004年、岩城鉄生〈初代〉）
- 福島民話館 ねぇみんな…（2005年 - 2006年、穴沢新右衛門、坊さん） - 2シリーズ
- 結界師（2006年 - 2007年、生徒、級長、巻緒）
- 金色のコルダ 〜primo passo〜（2006年、3年）
- 風のスティグマ（2007年、刑事）
- 新テニスの王子様（2012年、佐々部順一）
- LUPIN the Third -峰不二子という女-（2012年、連絡員[52]）
- 遊☆戯☆王ARC-V（2014年、柊修造[53]）
- DRIFTERS（2016年、参謀）
- ナンバカ（2016年、八戒猪里）
- ルパン三世 PART6（2022年、ジャッカル[54]）
- 江戸前エルフ（2023年、歌声）

### OVA
- CLUSTER EDGE Secret Episode (クラスター生徒)
- 新テニスの王子様 OVA vs Genius10 (佐々部順一)

### 劇場アニメ
- 時をかける少女 (2006年、津田功介[55]）
- サマーウォーズ (2009年、陣内克彦[56]）
- カラフル忍者いろまき (2016年、お父さん[57]）

### Webアニメ
- 色彩休暇 COLOR RUNS (ダリス[58])
- 匿名現代アーティスト Shino Ami 初個展「架空-thread dancer-」Concept Movie (Man Power）
- ナンバカ (八戒猪里）

### ゲーム
- メタルギアソリッド ピースウォーカー (2010年、はみだし兵)
- メタルギアソリッドV ファントムペイン (2014年、ニュースキャスター、研究員)

### ドラマCD
- 今川の白鷹 （前編・中編・後編） (徳川家康) - 演出
- 十五夜のふたり (団子屋の主人) - 演出
- 獸神空想御伽草子 第二巻 (役人ネコ)
- 手の鳴る方へ (茶屋の主人) - 演出
- ブラッドタイプビー (ナレーション)

### 吹き替え

#### 担当俳優
アシュリー・ウォルターズ
- I AM 私の分岐点 シーズン2 #1 (クリス)
- アドレセンス (ルーク・バスコム)
- ゲッド・リッチ・オア・ダイ・トライン (アントワン)
- トップボーイ (ダシェン・ヒル)

コロンバス・ショート
- キャデラック・レコード 音楽でアメリカを変えた人々の物語 (リトル・ウォルター)
- スキャンダル 託された秘密 (ハリソン・ライト)
- ホワイトアウト (デルフィ)

#### 映画
- ANOR アノーラ (イゴール〈ユーリー・ボリソフ〉)
- アメリカン・ソルジャー (アダム・シューマン〈マイルズ・テラー〉)
- アルティメット・ソルジャーズ (マニー〈ニック・エイブラハム〉)
- アンダーワールド: エボリューション (処刑人)
- イーオン・フラックス（中尉）
- 遺体安置室-死霊のめざめ- (カル〈バグ・ホール〉)
- インサイド・マン (ウイング)
- インディアン・サマー (チェ弁護士）
- エンパイア・オブ・ザ・ウルフ (アゼール)
- オペレーション・ワルキューレ (ヘフテン中尉)
- 壊滅暴風圏/カテゴリー6 (エリック〈ライアン・ケネディ〉※テレビ東京版
- 影のない男 (シュトラスマン)
- グッド・シェパード (CIA技術員)
- サウンド・オブ・カラー 地下鉄の恋 (ロン)
- ザ・キラー ジョン・ウー/暗殺者の挽歌 (ジャックス〈グレゴリー・モンテル〉）
- ザ・パーク (シャン〈マシュー・ポール・ディーン〉)
- G.I.ジョー バック2リベンジ (フリント〈D.J. コトローナ〉)
- ジャンパー (刑事)※テレビ朝日版
- ジョージアの日記/ゆーうつでキラキラな毎日 (トム〈ショーン・ボーク〉)
- シルミド (ヤンウォン)※テレビ朝日版
- 侵入する男（スコット・ハワード〈マイケル・イーリー〉）
- スパイダー・キングダム (ジョン〈シアン・ベリー〉)
- セラピスト (アレクサンダー〈アナトール・タウプマン〉)
- セルラー (チャッド)※テレビ朝日版
- ゼロ・ダーク・サーティ (アンマル〈レダ・カテブ〉)
- ダ・ビンチ ミステリアスな生涯 (ペルジーノ)
- 007 私を愛したスパイ (アンドリューズ)※ソフト版
- TUBE (ソンイル)※テレビ朝日版
- トランスポーター (テレビの男)※テレビ朝日版
- 72M (レグコストポフ)
- 29歳からの恋とセックス (ヘンリー〈ハミッシュ・リンクレイター〉)
- 人形霊 (男)
- バイオハザードIII (オットー〈ジョー・ハースリー〉※テレビ朝日版
- ファイヤーウォール (ピム〈ヴィンス・ヴィーラフ〉※テレビ朝日版
- ファイヤーウォール (ピム) ※WOWOW追加収録ディレクターズカット版
- フィンガーネイルズ (アミール〈リズ・アーメッド〉)
- 胡同のひまわり (劉軍)
- ブルーサベージ・セカンドインパクト (チャーリー)
- ヘイヴン 堕ちた楽園 (ハンマー〈アンソニー・マッキー〉)
- 別離 (ホッジャト〈シャハブ・ホセイニ〉)
- ボーン・レガシー (アウトカム計画 工作員 #3〈オスカー・アイザック〉)
- M:i:III (男性エージェント)※フジテレビ版
- メカニック (スティーヴ・マッケンナ〈ベン・フォスター〉)
- LOVERS (隊員)※テレビ朝日版
- RAW〜少女のめざめ〜 (アドリアン〈ラバ・ナイト・ウフェラ〉)
- ワイルド・スピード MAX (ジェヴナル)※テレビ朝日版

#### ドラマ
- ALPHAS/アルファズ #11,#12 (アイザック)
- アドレセンス (ルーク・バスコム〈アシュリー・ウォルターズ〉)
- ヴァンパイア・ベビーシッター (ゴード)
- WITHOUT A TRACE/FBI 失踪者を追え! シーズン3 #22 (バリー/DJ)
- FBI:インターナショナル シーズン3 #13 (ニコライ)
- NCIS: ニューオーリンズ
  - シーズン2 #3 (フランコ)
  - シーズン5 #18 (ザンダー・リード )
- エンジェル #71 (ジャレード)
- 奇皇后 (マクソン)
- キャシアン・アンドー (ゾール)
- クリミナル・マインド FBI行動分析課
  - シーズン4 #25,#26 (ウィリアム・ハイタワー〈シャリフ・アトキンス〉)
  - シーズン7 #10 (ジミー・ホール〈ショーン・ハトシー〉)
- クリミナル・マインド 特命捜査班レッドセル #7 (バリー)
- 刑事ジョー パリ犯罪捜査班 (マーク・バヤール〈トム・オースティン〉)
- 恋のめまい愛の傷 #1 (アナウンス)
- こちらベスト探偵団 シーズン2 #7 (コール)
- サウンドトラック (サム・ヒューズ〈ポール・ジェームス〉
- ザ・ソプラノズ 哀愁のマフィア #63 (チャーリー)
- ザ・パシフィック #3 (アダム)
- ザ・フォロイング (ニック・ドノヴァン〈マイク・コルター〉)
- ザ・ルーキー:FEDS FBI新米捜査官ファイル #14 (ヴァン)
- CSI:科学捜査班 シーズン4 #10 (スチュワート)
- JAILERS/ジェイラーズ #5 (バイアーノ)
- ジェーン シーズン2 (マックス)
- 新ビバリーヒルズ青春白書 シーズン3 (チャーリー〈エヴァン・ロス〉)
- スーパーナチュラル
  - シーズン7 #9 (ブランドン)
  - シーズン11 #15 (ショーン・ハーリー)
- SCORPION/スコーピオン シーズン4 #18 (デントン)
- セーフハウス もう一人の殺人鬼 (クレイグ)
- 続ハリーズ・ロー 裏通り法律事務所 #1 (ベネット・フェンウィック)
- ドールハウス #8 (マイク)
- PERSON of INTEREST 犯罪予知ユニット
  - シーズン1 #3
  - シーズン5 #11 (ジョーイ・ダーバン)
- バトルスター・ギャラクティカ
  - シーズン3 #10
  - シーズン4 #16 (エンゾ)
- 犯罪捜査官ネイビーファイル シーズン8 #169 (クラレンス大尉/ジョセフ・テニー)
- THE 100/ハンドレッド シーズン7 #4 (デヴ)
- 火の鳥 #2 (配達人/カメラマン)
- 4400 未知からの生還者 #2 (ブラッド)
- フラッシュフォワード (マーシャル・ヴォーゲル〈マイケル・イーリー〉)
- 北京バイオリン #1 (若者1)
- ベティ〜愛と裏切りの秘書室 #130 (リバルド)
- 弁護士イーライのふしぎな日常 (キース・ベネット〈ジェイソン・ジョージ〉)
- フィアー・ザ・ウォーキング・デッド シーズン7 #2 (フレッド)
- HOMELAND
  - シーズン1 #1 (ハサン/カメラマン)
  - シーズン7 (トーマス・アンソン〈ジェームズ・ダーシー〉)
- ボストン・リーガル シーズン2 #9 (ランドール・カーク)
- 名探偵ポワロ #35 (警官)
- ヤング・スーパーマン シーズン3 #13 (ダンテ 〈ライアン・メリマン〉)
- ライ・トゥ・ミー 嘘は真実を語る
  - シーズン2 #15 (トレスラー/ポール)
  - シーズン3 #3 (スアレス)
- リベンジ シーズン2 (グレゴール・ホフマン)
- リンガー 〜2つの顔〜 (カーペンター〈ジェイソン・ドーリング〉)
- ローマ警察殺人課アウレリオ・ゼン 3つの事件 #1  (ペペ)

#### アニメ
- ウィッチ -W.I.T.C.H.- (フォボス、マット）
- X-MEN (ケビン / プロテウス）
- オリオンと暗闇 (大人オリオン)
- ドックのおもちゃびょういん (コモドドラゴン）
- ビリー&マンディ (ピザ配達人、店員、男性客、パパラッチ）
- ピーターパン新たなる冒険 (族長、チュルーン、ナラの長老、ドア）
- 放課後エージェント!オーサム (イエティ、エリック、マック大使、親戚男性、穴釣り男子、ドリュー）

### 特撮
- 無明長夜の首無しの怪獣 (サビラス星人の声)(2018年、監督・井上森人)
- 県立武蔵野魔法高校にんきもの部ドラゴン狩り物語 (ドラゴンの声、ナレーション)(2019年、監督・井上森人)
- ウルトラマンアーク 直前スペシャル[60]・特別総集編1「SKIPフジヤマ市分所にて」(2024年、円谷プロダクション)[61]・特別総集編2「SKIPミヤコ市分所にて」[62](ナレーション)(2024年、円谷プロダクション)・特別総集編3「SKIP星元市分所のみなさんへ」(ナレーション)(2025年、円谷プロダクション)

### ボイスオーバー
- ナショナルジオグラフィック ハワイモンクシールズ (フランク)
- ナショナルジオグラフィック 世界大自然紀行 ワイルドハワイ (ナレーション)
- UFC登竜門 TUF二階級トーナメント (ジョニー・ベッドフォード)

### テレビ番組
- ザ!世界仰天ニュース 再現ドラマ アブとハブで大パニック!!  (岩井栄次)(2008年、日本テレビ)
- 勝・新(KATSUARA)#1 (オーディション受験者)(2012年、WOWOW)
- アナらじ WIDE (ゲスト)(2017年2月13日、SBSテレビ)
- 貫道 五郎丸歩〜フランスTOP14挑戦の理由、そして日本ラグビーの未来〜 (ナレーション)(2017年3月4日、WOWOW)
- THE突破ファイル 再現ドラマ 
  - EXITが挑む!謎の少女から連続怪電話 (ラーメン屋の常連客)(2019年、日本テレビ)
  - 松尾巡査VS屋根上の犯罪集団  (窃盗犯)(2019年、日本テレビ)
  - 散弾銃 (SIT隊長)(2020年、日本テレビ)
  - 突破レスキュー〜放水が届かぬ電波塔火災を沈下せよ!〜 (電波塔の解体作業員)(2020年、日本テレビ)
- 爆報!THE フライデー 再現ドラマ 政治家を支える妻 枝野和子篇 (産婦人科医師)(2020年、TBS)
- ソクラテスのため息〜滝沢カレンのわかるまで教えてください〜 再現ドラマ ヤバい春先のアレルギー アレルギー事件簿② (肉アレルギーの父親)(2020年、テレビ東京)
- 幸せ!ボンビーガール 再現ドラマ 村主章枝回 (治療院の先生)(2020年、日本テレビ)
- ネタパレ 全世界にカマす!意識高い系IT社長 瀬良明正 アルコ＆ピース平子 最終回 (経済評論家タケダ)(2020年、フジテレビ)
- 痛快TV スカッとジャパン ショートドラマ 上から目線の高飛車女医に妹がビシッと (患者)(2020年、フジテレビ)
- おしょうバズTV 再現ドラマ マスキングテープに変化するキッカケ (カモ井加工紙社員)・ハンドクリームに変化するキッカケ (フエキ糊社員)(2021年、テレビ朝日)
- 痛快TV スカッとジャパン ファミリースカッと 嫌いだった祖父が初めて見せた祖母への愛 (医師)(2021年、フジテレビ)
- HABスーパーJチャンネル (朗読劇 赤い花 稽古場取材Zoomゲスト)(2021年12月10日、HAB北陸朝日放送)
- フジテレビ報道特別番組「イット！×わ・す・れ・な・い特別編 関東大震災100年の真実」 (ナレーション)(2023年9月3日、フジテレビ)
- 土曜RISE!「チャンハウス」ナンチャンの名言書院 (ナレーション)(2024年2月17日・2月24日、フジテレビ)[63]
- アニメ「烏は主を選ばない」（1分PR、5分PRバディ編、5分PRバトル編） 4/6(土)夜11:45スタート！ (語り)(2024年3月、NHK総合1)
- アニメ「烏は主を選ばない」黄金の烏編 （1分PR・5分PR） 8/17(土)夜11:45放送再開！ (語り)(2024年8月、NHK総合1)

### テレビCM
- 味の素AGF Blendy (サラリーマン)
- 大塚製薬 ファイブミニ (学生)
- 株式会社リコシス ECOCUBE 「見つめる夫」篇・「見つめる夫」篇30秒（夫の声）
- Gulliver AUTO査定 時間がない篇 (サラリーマンの心の声)
- スクウェアエニックス 「星のドラゴンクエスト」マクドナルドに集う勇者たち篇 (冒険者Bの声)
- 日本コカ・コーラ ICY SPARK 「速攻！強炭酸水」篇 (客の声)

### テレビCMナレーション
- アイジー工業株式会社 Xium
- アサヒスーパードライ　鮮度実感パック発売中篇(2013年、2014年)
- アルペン TIGORA ULTIMATE CORE
- INAX トイレは、オンナゴコロ。私とトイレとしあわせと　リフトアップ篇・レディスノズル篇・節水篇
- 映画 あまろっく TVスポット
- 映画 あんのこと TVスポット
- 映画 Winny TVスポット
- 映画 海底47m TVスポット
- 映画 ゴールデンカムイ TVスポット
- 映画 死刑にいたる病 TVスポット
- 映画 12日の殺人 TVスポット
- 映画 ストレイヤーズ・クロニクル TVスポット タンク爆発篇、感情爆発篇、試写会告知
- 映画 NOPE/ノープ TVスポット 最悪の奇跡編
- 映画 春に散る TV-SPOT
- 映画 BLOODY ESCAPE -地獄の逃走劇- TVスポット
- 映画 BLEACH TVスポット 15秒 アクション編
- 映画 ブルーに生まれついて TVスポット
- 映画 ベイビー・ブローカー TVスポット
- 映画 #マンホール 15秒スポット
- 映画 本心15秒SPOT （「テクノロジー編」、「ストーリー編」）
- XFLAG モンスターストライク 超・獣神祭「十二支再競争」十二支再競争篇
- NCIS:ハワイ 見て見て! キャンペーン
- 荏原製作所「歌う技術力」編
- オリックス不動産 なかもずALLZ
- 花王 ニベア リペアエキスパート 超乾燥肌のために篇 15秒
- KACHIDOKI THE TOWER（勝どきザ・タワー）
- 学校法人日本教育財団 首都医校 名古屋医専 大阪医専 IKOSEN2022 「即、戦力。」篇
- 株式会社エノモト 「エノモトって誰」篇、「こんな気持ちがいいときも」篇
- 株式会社フェローテックホールディングス
- ガリバー アウトレット10号延岡店、イオン名護 展示即売会、大村店 展示即売会、ネーブルカデナ 展示即売会、ワオタウン大宮 決算サマーセール、ワオタウン新潟 決算サマーセール、沖縄即売会、ふじさんメッセ展示即売会、3万円買取、イオンタウン読谷 夏得展示即売会、イオン南風原 夏得展示即売会、古川バイパス店 展示即売会、長崎港おくんち広場 展示即売会、長岡店グランドオープン、名古屋茶屋店グランドオープン
- クリスタルジェミー カオリホワイト　スーパーBBファンデーション、ホワイトニングエッセンス
- GRIMM/グリム シーズン3 プレミアム試写会 募集告知 スーパードラマTV
- GAMEVIL ドラゴンスラッシュ 果てしないRPG欲篇
- コラントッテ埼玉西武ライオンズバージョン
- サー・トーマス・リプトン「TEASTING」篇
- 参天製薬 サンテメディカルシリーズ
- サロンドプロ無香料ヘアカラー染マル！篇
- 山陰酸素グループ
- サントリー PEPSI STRONG 5.0GV ジュード・ロウ 来日の理由篇、もう一つの理由篇
- 資生堂 ウーノ バイタルクリームパーフェクション「なーにー!?」篇
- ジャパンゲートウェイ レヴール・フレッシュール 作家篇、書家篇
- JCB QUICPay ライブホリックエクストラ幕張公演プロモーション
- 新日鉄興和不動産　人と向き合い、街をつくる。篇
- スーパー！ドラマTV 夏のSuper！大感謝祭 特大プレゼントキャンペーン
- スカパー！2014J2プレミアム
- スカパー！終戦70周年企画
- SUBARU インプレッサ「いのちを守る篇」・「こどものために篇」・「私たちのクルマ篇」（各30秒・15秒バージョン）
- SUBARU クロストレック「雪なら、クロストレック。走破性篇」（30秒・15秒バージョン）、「雪なら、クロストレック。デザイン篇」15秒、「雪なら、フォレスター。積雪篇」15秒
- スペースワールド なくなるよ！全員集合 プール篇、ハイパーバリかけMAX篇、怪談観覧車篇、最後にもう一度会いましょう篇 完全版、昨年はすみませんでした篇、冬CMグランドフィナーレ篇30秒、冬CMグランドフィナーレ篇15秒
- 積水化学工業、長谷工不動産 ハイムスイート平岸 ブランシエラ イースト
- 住友林業ホームテック 見えないところに技術がある篇
- Zネーション〈ファースト・シーズン〉DVD2015年7月8日リリース
- 太平洋クラブ 至高のメンテナンス篇
- たかの友梨 変わった？篇、綺麗の理由篇
- タカラレーベン レーベン仙台SILVISTA
- ダスキン ミスタードーナツ 箱の中にはいつものいいこと篇
- ダノンビオ 工場見学・おいしさUP篇、工場見学・菌が出ていく篇
- ダンロップスポーツ XXIO ゼクシオ
- 超巨大×超可動 DYNACTION 汎用ヒト型決戦兵器 人造人間エヴァンゲリオン初号機
- TSUTAYA TONEモバイル（大人になって後悔篇、月額おとく篇、子ども全員篇、親子も篇、全国子ども会連合会篇、サポート篇、空気を読まずにプロポーズ篇1、空気を読まずにプロポーズ篇2）
- DHC 新世代コラーゲン研究開発篇
- ディズニー+ 七夕の国 TVスポット
- 東芝 平等院鳳凰堂LEDライトアップ篇
- ドクターデヴィアス化粧品株式会社 ドクターデヴィアス プラチナローション 「本物の美」篇
- docomo サムスン GALAXY S5 ACTIVE 強さを、アソベ。篇
- トヨタ クラウン COOL or HOT？篇
- 日産 ノート 予防安全技術篇
- 日本コカ・コーラ
  - ファンタプレミアグレープ おいしさの証篇、乾杯篇
  - ファンタプレミアピーチ 驚きのおいしさ篇
- ネオス Nintendo Switch クレヨンしんちゃん 「オラと博士の夏休み」〜おわらない七日間の旅〜
- ネオス Nintendo Switch クレヨンしんちゃん 「炭の町のシロ」 （30秒CM、15秒CM2種）
- 八海醸造株式会社 麹だけでつくったあまさけ「まいにちの栄養」篇、「見守るあまさけ」篇、「見守るあまさけ冬」篇、「見守るあまさけ」篇 春ラベル30秒
- バンプレスト プライズドラゴンボール超造集
- 富士ゼロックス NEW ApeosPort Series ビジネスの流れを変える新戦力
- ぼうさいこくたい2023
- 毎日新聞 積み重ねる力篇
- マクドナルド ハッピーセット トミカ （スーパークールアングル篇、キッズデー篇）
- みずほ銀行 サマージャンボ宝くじ2017 （侍・夏祭り篇(火曜から)、侍・夏祭り ミニA篇(発売中)、侍・夏祭り プチA篇(発売中)）
- みずほフィナンシャルグループ 成長する力篇 2017年
- 三菱UFJフィナンシャル・グループ ガンダム×auカブコム証券コラボCM （コピー機篇、スマホ篇、暗記帳篇）
- メダルヒーローズ:召還士たちの帰還(Abema TV)
- 森永製菓 マッシュボン 逆回転篇
- 野王〜DVD2014年5月28日発売！
- RIZAP NEXT （医療連携篇、男女混合篇）

### 番宣ナレーション
- 日本テレビ ブラックリスト
- フジテレビ ゴシップ#彼女が知りたい本当の○○
- フジテレビ ゴシップ#彼女が知りたい本当の○○ 次回予告
- テレビ東京 ウルトラマンアーク 直前スペシャル
- NHK 烏は主を選ばない
- NHK 烏は主を選ばない （PR 1分、PR15秒、黄金の烏編）
- WOWOW 貫道 五郎丸歩〜フランスTOP14挑戦の理由、そして日本ラグビーの未来〜
- WOWOW 連続ドラマW 誤断 特報
- WOWOW 連続ドラマW ゴールデンカムイ-北海道刺青囚人争奪編- （本予告、次回予告、120秒、60秒、30秒、15秒、5秒）
- ディズニープラス 七夕の国 （本予告、30秒ティザー、ストーリー編30秒、ナン丸編15秒、ミステリー編15秒、球体編15秒、本編クリップ映像、全話独占配信中 ストーリー篇30秒、全話独占配信中 レビュー篇30秒）
- スーパー!ドラマTV S.W.A.T.（シーズン5、シーズン6、シーズン7）
- スーパー!ドラマTV SPY CITY〜ベルリン 1961〜
- スーパー!ドラマTV ジェームズ・メイの世界探訪 日本編
- BS日テレ 刑事ジョー パリ犯罪捜査班
- BS日テレ お願い、ママ
- 読売テレビ・日本テレビ 約束〜16年目の真実〜（本編、次回予告）
- 読売テレビ・日本テレビ ブラックファミリア〜新堂家の復讐〜

### インフォマーシャルナレーション
- クリスタルジェミー スーパーBBファンデーション
- 小学館 BE-PAL

### ラジオドラマ
- STAND UP！〜シズオカ独立宣言！家康再起動〜第21話「関ヶ原の戦い」 (石田三成)(2015年、静岡放送)
- 住民参加型ミステリードラマ「大子町殺人事件」(全12話) (主役・加山健一)(2016年、FMだいご)
- 羽根ろ!! (ひろし)(2019年、ボイス・キュー) - アフレコ演出'

### ラジオ番組
- ルビーにくちづけ(文化放送) (2006年7月14日放送) ゲスト
- 石井卓真の小金井フレンドパーク(FM小金井、FM府中) (2012年4月24日、10月2日、2013年2月5日、2014年1月14日、7月8日、9月2日、10月7日、2015年1月6日、2月3日、3月10日、4月7日、7月28日、10月6日、2016年1月5日) ゲスト
- 保田真奈の「ドラマな学びば！」(FM府中)(2015年5月14日、8月6日) ゲスト
- LNEM(FM802)(2015年8月) ゲスト
- GOGOワイド勝山康晴の「らぶらじ」(静岡放送)(2015年9月11日) ゲスト
- T-joint(FM徳島)(2016年6月8日) 電話生ゲスト
- おいね★どいね グッディ金沢 (MRO北陸朝日放送)(2021年11月25日) 電話生ゲスト
- おいね★どいね (MRO北陸放送)(2021年12月3日) 電話生ゲスト
- PEAPLE&CITY I LOVE 金沢 (エフエム石川)(2021年12月19日) 電話ゲスト
- ローカル声優ラジオやります！ (FM島田)(2022年9月19日)ゲスト
- しずおかライフマガジン Cha!Cha!サタデー (FM-HI!)(2022年10月1日) ゲスト
- 今夜の迷える子ひつじさん supported by アルファミュージック声優スクール (K-mix)(2023年6月15日、2023年6月22日、2023年7月27日、2024年3月14日、2024年3月21日、2024年3月28日) ゲスト

### ラジオCM
- アイジー工業株式会社 Xium (ナレーション)
- あなたの番です 劇場版 12月10日金曜日全国ロードショー篇、大ヒット上映中篇 (ナレーション)
- 映画 ゴールデンカムイ 1月19日公開！ 大ヒット上映中 (ナレーション)
- 映画 トノバン 音楽家 加藤和彦とその時代 5月31日公開 (ナレーション)
- NTT東日本オフィスまるごとサポート立ち止まれない人へ篇 (社員)
- NTT東日本 ギガらくWi-Fi 山田くんを救え篇 (社員)、お好きな席で篇 (男性)
- ガリバー 三重店 展示即売会、大村店 展示即売会 、初売りセール新潟、初売りセール長野、岩手県中古車展示即売会イン・アピオ (ナレーション)
- キリン グランドキリン (ナレーション)
- 講談社 石つぶて 警視庁二課刑事の残したもの (ナレーション)
- 講談社 罪の声 (ナレーション)
- 講談社 地面師 (ナレーション)
- 講談社 未来の地図帳 (ナレーション)
- サントリーBOSS 行列篇 (客)、ゲーム篇 (男)
- SUBARU インプレッサ （60秒、20秒） (ナレーション)
- ダイハツ TANTO CUSTOM (男性)
- ダイハツ トール トールと名曲 運命篇 (男、歌)
- JRA日本中央競馬会 60周年ひとつ篇、60周年光篇、60周年大地篇 (ナレーション)
- DUO東京 (FM西東京) (男性ナレーション、イベント告知)
- Netflix バード・ボックス (男性)
- バンダイナムコオンライン グラフィティスマッシュ (ナレーション)
- PHOTO IS 10,000人の写真展(富士フイルム風景(海)篇 男性、赤ちゃん篇 パパ)
- 毎日新聞 積み重ねる力篇 (ナレーション)
- 三菱地所ホーム ORDER GRAN (ナレーション)

### WEBCM
- アイジー工業 Xium編 (ナレーション)
- 株式会社リコシス ECOCUBE （「花粉症」篇、「ヒートショック」篇、「ペットの毛」篇、「電気代」篇） (夫の声)
- 株式会社22世紀アート (ナレーション)
- キユーピー 酢酸菌「目覚めよ」篇 (ナレーション)
- サントリー生ビール『井上真吾・井上尚弥・井上拓真』篇 60秒 (ナレーション)[64]
- スクウェアエニックス 「星のドラゴンクエスト」マクドナルドに集う勇者たち篇 (冒険者Bの声)
- 大和地所レジデンス VERENA 30周年映像（ナレーション）
- 日立金属 プロテリアル（ナレーション）

### WEBラジオ
- ウォーター・ワールド・ウェブ・ラジオ(2009年10月) ゲスト
- 楽屋裏でコソコソ(2015年5月、11月) ゲスト
- katsuo-フレーク！(2015年5月 第57回) ゲスト
- 劇団昴インターネットラジオ(2010年7月、11月) ゲスト
- 長尾・花男と酒の席(2012年7月、2013年1月、2014年1月) ゲスト
- 名塚佳織のかもさん學園(音泉・BEWE)(2015年2月 #299、5月#306、8月#313、10月#318、2016年1月#324、6月#335、8月#339、2017年3月#354、2018年3月#379) ゲスト
- ぷちFM897すみだリヴァーPOPCORN O-G'sとシモンヌの「今日も舞台は楽しいね」(2016年4月13日) ゲスト
- mashimaru cafe(2010年1月) ゲスト
- 森谷里美の完パケラジオ！(HiBiKi Radio Station) (2015年＃236、＃237、#252、#253、＃264、＃265) ゲスト

### WEBナレーション
- INAX トイレは、オンナゴコロ。WEB限定　私とトイレとしあわせと　リフトアップ篇
- ウルティマオンライン2006
- 映画 RRR （1分でわかる！特別映像、最強の肩車）
- 映画 いつだってやめられる （三部作 DVDトレーラー、7人の危ない教授たち）
- 映画 イップ・マン （立志・黎明） DVDトレーラー
- 映画 嘘喰い 特別映像 倶楽部賭郎編
- 映画 海にかかる霧 Blu-ray＆DVDトレーラー
- 映画 北朝鮮をロックした日 ライバッハ・デイ トレーラー
- 映画 死刑にいたる病 キャラクター紹介（鬱屈した大学生・雅也編(岡田健史)、謎の男・金山編(岩田剛典)、雅也の母・衿子編(中山美穂)、連続殺人鬼・榛村編(阿部サダヲ)）
- 映画 オクス駅お化け （お化けがダンス!?特別映像〈10月6日（金）公開！〉、まるで『リング』!?"井戸"映像三連発〈10月6日（金）公開！〉）
- 映画 オルジャスの白い馬 トレーラー
- 映画 ゴールデンカムイ スペシャルムービー
- 映画 最遊記 ゴッド・ウォリアー 戦神 DVDトレーラー
- 映画 ジュラシック・ウッズ DVDトレーラー
- 映画 ダイバージェント FINAL （キャラクター予告 トリス篇、フォー＆イブリン篇、ピーター＆ケイレブ篇、シリーズ ダイジェスト）
- 映画 ドラゴン・ナイト 紅蓮の竜と最後の騎士 DVDトレーラー
- 映画 2重螺旋の恋人 7つの罠を見抜け！WEB限定動画
- 映画 否定と肯定 トレーラー
- 映画 BLEACH 1分で分かるBLEACH
- 映画 BLEACH キャラクター予告(黒崎一護編)(朽木ルキア編)(石田雨竜編)(朽木白哉編)(阿散井恋次編)(悪霊・虚〈ホロウ〉編)
- 映画 プロジェクト・グーテンベルク 贋札王 特別予告編 チョウ・ユンファ全開!篇、男たちの挽歌篇
- 映画 ボーダー 二つの世界 30秒トレーラー
- 映画 ヴェノム 特典映像つきBlu-ray＆DVDトレーラー
- 映画 MASTER/マスター 予告編
- 映画 マローボーン家の掟 （監督・キャストインタビュー映像、特別映像）
- 映画 モンスター上司2 Blu-ray＆DVDトレーラー
- 映画 ラン・オールナイト Blu-ray＆DVDトレーラー
- 映画 読まれなかった小説
- AIG損害保険 オールブラックスが対戦する新たな敵とは？ ユナイテッドブラック
- CASIO EDIFICE
- 講談社 北の国から 全話収録DVDマガジン 全国の書店で発売中
- Com2uS サマナーズウォー×櫻坂46 Special Web Movie
  - 井上梨名 篇、大園玲 篇、小池美波 篇、菅井友香 篇、田村保乃 篇、藤吉夏鈴 篇、守屋麗奈 篇、山﨑天 篇
- キユーピー 酢酸菌「目覚めよ」篇
- コラントッテ埼玉西武ライオンズバージョン
- GNLDインターナショナル
- サントリー バランタイン「スコットランドの味がする、スコットランドのウイスキー」
- サントリー ザ・プレミアム・モルツ×三越伊勢丹お歳暮ギフト用
- 首都医校・大阪医専・名古屋医専 2022年度WEB MOVIE「即、戦力。」篇
- JT プルーム・テック 2.0
- ショーワグローブ 546ケミスターGパーム販促用動画
- スバルインプレッサ（「車酔いしにくい」15秒、「交差点での衝突回避」、「駐車時サポート」15秒、「良好な視界設計」15秒）
- 住友不動産 シティタワー葵
- Seiko Prospex LX line 2019
- 大和地所レジデンス オープンエアシリーズ紹介映像 ヴェレーナマンション＆戸建てシリーズ
- DAZN 村田諒太ストーリー あの時描いた夢の舞台へ
- ダンロップスポーツ XXIO ゼクシオ ブランドムービー XXIOの約束
- 超巨大×超可動 DYNACTION 汎用ヒト型決戦兵器 人造人間エヴァンゲリオン初号機
- ドラマ 悪の心を読む者たち DVDトレーラー
- ドラマ 胸部外科 トレーラー
- ドラマ 刑務所のルールブック DVDトレーラー
- ドラマ ザ・スタンド DVDトレーラー
- ドラマ THE FLASH/フラッシュ ファースト・シーズン Blu-ray＆DVDトレーラー
- ドラマ 失踪ノワールM Blu-ray＆DVDトレーラー
- ドラマ 操作 隠された真実 DVDトレーラー
- ドラマ ディズニー+『七夕の国』|振り返り特別映像|最終話を目前にキャストと監督が●の力を語る！ついに完結、すべての謎が明らかに-ナン丸と頼之、待ち受ける衝撃の結末とは？|
- ドラマ 7人の脱出（トレーラー、トレーラー ショート）
- ドラマ 7人の脱出 season2 （トレーラー、トレーラー ショート）
- ドラマ 自白 トレーラー
- ドラマ ドクター探偵 DVDトレーラー
- ドラマ トワイライト・ゾーン DVDトレーラー
- ドラマ ノンストップ・スリラー ZOO-暴走地区-シーズン3 DVDトレーラー
- ドラマ ビッグイシュー〜正義か、悪か〜 トレーラー
- ドラマ 被告人 DVDBOX トレーラー＆TSUTAYAレンタル告知
- ドラマ 私の心 きらきら Blu-ray＆DVDトレーラー
- 日本コカ・コーラ ファンタプレミア（誕生篇、本格ピューレ篇、大人の贅沢ご褒美篇、味わい篇、2200万本突破篇、本格ピューレと炭酸篇、ユーザーボイス篇）
- ネオス Nintendo Switch クレヨンしんちゃん 「オラと博士の夏休み」〜おわらない七日間の旅〜（1stトレーラー、2ndトレーラー【ゲームの中で旅に出よう!】）
- 日立金属 日立金属の新社名「プロテリアル」
- 富士ゼロックス NEW ApeosPort Series ビジネスの流れを変える新戦力
- フィリップモリスジャパン lQOS ILUMA ブランドムービー 三吉ツカサ編
- ブラビア:『ARASHI Anniversary Tour 5×20 FILM’’Record of Memories’’』の堤幸彦監督が語る BRAVIA XRの魅力（30秒）
- PROTERIAL 会社紹介ムービー2023 持続可能な未来に向け、質にこだわり続ける。プロテリアル （15秒・LONG）
- JAL ホノルルマラソン2015
- JAL ホノルルマラソン2019
- 東芝 Human Smart Community
- 二番工房 「プロダクションマネージャーとは」
- Netflix クリエイターズパネル
- 野村不動産 プラウド千代田淡路町 (男性モノローグ)
- パナソニックのドアホン 新しい日常に新しい安心を篇 （30秒バージョン、ロングバージョン）
- ブラウン シリーズ9
- PrEP HIV感染予防の新しい選択肢 (男性モノローグ)
- MAZDA 次世代技術・デザインコンセプト映像
- MAZDA 技術・デザインコンセプト映像
- 三井不動産 WORK STYLING BRAND MOVIE 夢見るオフィス篇
- ミツカン 手巻き元年プロジェクト
- ヤマサ醤油 クリエイティブの一滴コンテスト「ピタッと止まる」編【恐怖】斉藤一家の記録 Official Trailer BOVA賞用
- 矢崎総業株式会社
- ヤンマー YF2112
- リクルート R＆Dスタッフィング 勤務地:火星篇

### WEB番組
- 演劇情報WEBマガジン ルッキュシアター(2015年8月配信)PUBLIC∴GARDEN！ 芥川龍之介 地獄変 舞台告知
- エンタの素(2013年2月) ゲスト
- おゆき語り(2013年4月) ゲスト
- コウリュウの部屋〜板倉光隆×山下幼稚宴〜(2010年10月〜2011年5月/USTREAMで生配信・メインMC)
- 整体院カラダノバス インタビュー ゲスト
- フェイクドキュメンタリー 激撮！世紀の大発見!!未確認生物、河童を捕獲せよ (ナレーション)(YouTube)
- 二見書房公式アカウント (書籍PV)困った上司・やっかいな同僚 職場のストレスに負けない考え方 ショートドラマ書籍紹介 (部長)(YouTube、TikTok)
- 星子の押入れ (男性)(YouTube)
- 【ナカンヌ見本動画】「吾輩的ナカノ抄」 (猫のしのすけの声)(中野区公式チャンネル)[65]
- 5ビースト 無差別級 バスケ 1on1バトル 3rdシーズン (ナレーション)(エゴザル、YouTube)[66]
- 本を読んだら最高の景色　フクザワチャンネル  (フクザワ・ナレーション)(YouTube)
- 三菱電機WEBサイト(2005年) 社員役〜声の出演
- 山下チャンネル(2010年) ゲスト
- 山下チャンネルLIVE(2011年) ゲストMC
- ヨースケコースケ＆パブリックガーデン「ハッシャ・バイ」告知

### インスタ動画
- 22世紀アート 書籍紹介(ナレーション)

### ニコニコ生放送
- アルナン2(2016年1月25日) ゲスト
- 超特急 生出演『Believe×Believe』リリース記念特番(2014年6月11日) スペシャルゲスト
- 【RUN&GUN】ニコ＆RUN(2015年7月27日 第81回目、11月6日 第94回、2016年6月8日) ゲスト

### 映画予告ナレーション
- RRR（予告編、友情のはじまり編）
- アウシュヴィッツのチャンピオン
- アウシュヴィッツ・レポート
- アウトポスト
- 赤い闇 スターリンの冷たい大地で
- 悪の法則
- あまろっく（予告編、30秒予告、15秒予告）
- あんのこと（予告編、ショート予告）
- アンモナイトの目覚め
- いつだってやめられる 7人の危ない教授たち
- いつだってやめられる 闘う名誉教授たち
- Winny
- ウルトラマンアーク THE MOVIE 超次元大決戦!光と闇のアーク（予告編、特報）
- 映画 嘘喰い 倶楽部賭郎編
- 映画 ゴールデンカムイ（特報、特報2、開戦篇、開幕篇、激闘篇、使命篇、6秒 争奪篇）
- 映画 ファイブ・ナイツ・アット・フレディーズ 日本オリジナルスポット 生きては帰れない編
- 映画 BLEACH 1分でわかるBLEACH
- FPU〜若き勇者たち〜
- エレファント・マン 4K修復版
- オールド
- オクス駅お化け（予告編、30秒予告）
- オルジャスの白い馬
- 崖上のスパイ （ショート、ロング）
- 北朝鮮をロックした日 ライバッハ・デイ
- CAMP
- 熊は、いない
- 告白、あるいは完璧な弁護 （30秒予告、90秒予告）
- この世界に残されて
- THE RESCUE 奇跡を起こした者たち
- サラリーマン金太郎 （特報、暁編、魁編）
- Sin Clock（予告編、30秒予告）
- シンシン/SING SING (本予告)
- シェイン 世界が愛する厄介者のうた
- 死刑にいたる病（予告編、キャストコメント入り予告編、特報）
- 12日の殺人（予告編、特報）
- シュリ デジタルリマスター
- ジョーンの秘密
- ストレイヤーズ・クロニクル
- スピーク・ノー・イーブル 異常な家族
- 聖地には蜘蛛が巣を張る
- 聖なる復讐者
- SAW X（予告編、30秒予告、特別映像）
- 対峙（予告編、特報）
- ダイバージェント FINAL （トリス篇、フォー＆イブリン篇、ピーター＆ケイレブ篇、シリーズ ダイジェスト）
- 罪と悪（予告編、PG12版 30秒予告）
- デーヴァラ (予告編、30秒予告)
- デシベル（予告編、30秒予告）
- デスパレート・ラン（予告編、30秒予告）
- ナチスに仕掛けたチェスゲーム（予告編、30秒予告）
- 逃げきれた夢（予告編、ショート予告）
- 2重螺旋の恋人 7つの罠を見抜け！
- ニトラム
- 人間の境界
- 人数の町
- 熱烈（予告編、30秒予告、15秒予告）
- NOPE/ノープ
- 呪い返し師-塩子誕生
- 破戒（予告編、ショートバージョン）
- #マンホール（予告編、特報、予告篇ショート）
- バティモン5 望まれざる者（予告編、ショート予告）
- 母の聖戦（予告編、特別予告、特報）
- 春にして頬を拭う
- 春に散る 15秒〈あるのは今だけ編〉
- ハロウィン KILLS （暴け篇、進化する恐怖篇）
- 否定と肯定
- 梟-フクロウ-
- BLOODY ESCAPE -地獄の逃走劇- （予告編、15秒予告、ショート予告）
- BLEACH （悪霊・虚〈ホロウ〉編、阿散井恋次編、石田雨竜編、朽木白哉編、朽木ルキア編、黒崎一護編、15秒予告 アクション編）
- ブルーに生まれついて
- プロジェクト・グーテンベルク 贋札王 （男たちの挽歌篇、チョウ・ユンファ全開！篇、特別予告編）
- ベイビー・ブローカー（予告編、ショート予告、特報）
- ヴェノム 特典映像つき予告
- ボーダー 二つの世界
- 本心 （ロング予告、本予告(60秒・30秒)、15秒予告(テクノロジー編、ドラマ編)）
- MASTER/マスター
- マローボーン家の掟
- 見知らぬ隣人（予告編、30秒予告）
- 無名
- メイ・ディセンバー ゆれる真実 （ロング予告、60秒予告、30秒予告）
- メドゥーサ デラックス（予告編、特報）
- 読まれなかった小説
- 理想郷
- レンブラントは誰の手に
- ロックフィールド 伝説の音楽スタジオ
- 私は確信する

### シネアド
- Nintendo Switch クレヨンしんちゃん 「オラと博士の夏休み」〜おわらない七日間の旅〜 (ナレーション)
- マン・オブ・スティール (ジョー=エル)

### PV・MV
- Troubadour (黒服の男)(2014年、監督・植田宏章)
- 蜂寅企画 official PV (ナレーション)(2016年、蜂寅企画)
- トランス=シベリア芸術祭2017 (ナレーション)(2017年、東急 Bunkamura)
- BLEACH キャラクターPV (ナレーション)(黒崎一護編)(朽木ルキア編)(石田雨竜編)(朽木白哉編)(阿散井恋次編)(悪霊・虚〈ホロウ〉編)(2018年、監督・佐藤信介)
- 美崎莉菜 Come on !dailies! MV (アナウンサー)(2018年、監督・堀切タイム)
- Seiko Prospex LX line PV 2019  (ナレーション)(2019年、セイコー)
- 東京2020オリンピック公式ゲーム コンセプトムービー (ナレーション)(2019年、セガゲームス)
- 超巨大×超可動 DYNACTION 汎用ヒト型決戦兵器 人造人間エヴァンゲリオン初号機PV (ナレーション) (2020年、バンダイ)
- 2夜連続ドラマスペシャル 逃亡者PV 第2弾特報映像 (ナレーション)(2020年、テレビ朝日 ABEMA TELASA 共同プロジェクト)
- マイホームヒーロー 第1弾PV・第2弾PV (ナレーション)(2023年)
- リーディングホラー「親指さがし」特別映像・特別映像ショート版 (ナレーション)(2024年7月6日(土)・7日(日)/シアター1010)
- 映画 ゴールデンカムイ （完成披露試写会用PV・キャラPV（杉元篇、アシリパ篇、尾形篇、白石篇、鶴見篇、土方篇）） (ナレーション)(2024年)
- 鬼人幻燈抄 (第2弾PV)(ナレーション)(2025年)

### 司会・MC
- 監名会 第96回「社長道中記」(2008年2月9日/東京国立近代美術館フィルムセンター)
- 一緒に遊ぶ？森の劇場 秋フェス (2021年、特定非営利法人森の劇場/山梨県立産業展示交流アイメッセ山梨)
- 一緒に遊ぶ？ 年末かくし芸大会2021 (2021年、森の劇場/山梨県南アルプス市 甲西農村環境改善センター 多目的ホール)
- 一緒に遊ぶ？森の劇場 秋フェス (2022年、森の劇場/山梨県南アルプス市 甲西農村環境改善センター 多目的ホール)
- 第61回全日本合気道演武大会 (2024年5月25日、公益財団法人合気会/日本武道館)[67]

### ライブ・イベント
- ULTIMATE MC BATTLE 決勝大会ナレーション(2011年、2012年 / 恵比寿LIQUIDROOM)
- 超特急 ホールライブツアー BULLET TRAIN ONE MAN SHOW  ikkiにホールで福おこしだ!!!!!i!!〜少年から青年へ〜 (悪代官) (2014年3月28日/日本青年館 大ホール)
- 超特急 BULLET TRAIN ONE MAN SHOW 2014 真夏の全国Zepp TOUR 〜孤高の戦士達が力を解き放つ時 感電注意報発令！〜 (純喫茶スターダスト店員(実は神様役)) (2014年8月/Zepp Tokyo、Zepp Sapporo、Zepp Fukuoka、Zepp Nagoya、Zepp Namba)
- 駿府天下泰平まつり 天守閣モニュメント〜踏み出そう！新たなまちへの第一歩〜サプライズゲスト (徳川家康)(2015年9月16日、静岡青年会議所例会/駿府城公園)
- 演劇ユニットteam Gosh!!パフォーマンス 勇者御一行 (ナレーション)(2016年4月、HIROZ FINALSTAGE 絶景〜ZEKKEI〜/箕面劇場)
- 真夏の DESIGN FESTA2016 殺陣集団荒神 殺陣パフォーマンス ナレーション(2016年8月27日/東京ビッグサイト西1・2ホール)
- 静岡市生涯学習センター主催 タノシサレンサ会議 トークゲスト(2016年11月26日/静岡市葵生涯学習センター）
- team Gosh!!presents「RUSH!!」 (ナレーション)(2017年1月)(大阪 Italian cafe&dining eleven、静岡市 シェアオフィスRINK、香川 cafe &dining swagg)
- 第61回 静岡まつり 大御所花見行列 (今川義元)(2017年4月1日/静岡まつり実行委員会)
- 第45回 東京モーターショー2017 MAZDA 次世代技術・デザインコンセプト映像(ナレーション)
- DESIGN FESTA2017 殺陣集団荒神 殺陣パフォーマンス ナレーション(2017年/東京ビッグサイト西ホール)
- DESIGN FESTA2018 殺陣集団荒神 殺陣パフォーマンス ナレーション(2018年/東京ビッグサイト西ホール)
- セガフェス2019 東京2020オリンピック公式ゲーム コンセプトムービー  (2019年、セガゲームス)(ナレーション)
- 第46回 東京モーターショー2019 MAZDA 技術・デザインコンセプト映像 (ナレーション)
- エムキチビート15周年記念 夜光星ディスコルーム上映会 トークゲスト (2022年11月17日/エビスSTARバー)
- えんとつ町の踊るハロウィンナイト トダザウルス(トダ・ケイコ・ウタウザマス)紹介Vナレーション (2023年10月28日/幕張メッセ展示ホール9-10)

### プラネタリウム
- 山崎直子宇宙飛行士のスペース・アカデミー (ライト兄弟の弟、山崎直子の父、上映予告ナレーション)

### オーディオブック
- 我聞宗心 明日を拓く75章:愉しく徳して生きるために・誇りある人生:わたしの80年の軌跡・風恬かに声希かなる:遊庵俳句集 (ナレーション)
- 中村昌泰 ジニャーナと合気で出会う、愛と調和のエッセンス 一人ひとりが光り輝くために、大切なこと (ナレーション)
- 藤重直彦歌集 (ナレーション)
- 森建司 第6章 小説 心の壁 (ナレーション)

### 朗読
- 芥川龍之介 蜜柑 (男)(2021年、水中散歩/YouTube)
- 太宰治 待つ (声)(2021年、水中散歩/YouTube)
- 芥川龍之介 蛙・父 (語り)(2022年、水中散歩/YouTube)
- 小酒井不木 死体蝋燭 (和尚)(2022年、水中散歩/YouTube)
- 葉山嘉樹 セメント樽の中の手紙 (語り)(2022年、水中散歩/YouTube)
- 森鴎外 高瀬舟 (語り、羽田庄兵衛)(2022年、水中散歩/YouTube)
- 芥川龍之介 桃太郎 (語り、犬、猿)(2022年、水中散歩/YouTube)
- 太宰治 水仙 (僕)・雀 (僕)・畜犬談 (私)(2022年、水中散歩/YouTube)
- 新美南吉 鍛冶屋の子 (語り、馬右エ衛門)(2022年、水中散歩/YouTube)
- 夏目漱石 変な音 (私)(2022年、水中散歩/YouTube)
- 久米正雄 黒蝿・天花 (語り)・マギー (男)(2022年、金沢ナイトミュージアム 久米正雄没後70年記念 朗読会「マギー」/徳田秋聲記念館) - 演出
- 徳田秋聲 紀行の一節 (語り)・夫恋し (男、井口)・稲妻 (語り、男、運転手)(2023年、金沢ナイトミュージアム 企画展記念朗読会「稲妻」/徳田秋聲記念館) - 演出
- 高浜虚子 欠び (語り)[68]・大内旅宿 (語り、番頭、客人)[69]・畑打 (鶴おいさん、太郎、村の衆)[70](2024年、金沢ナイトミュージアム 高浜虚子生誕150年記念朗読「大内旅宿」/徳田秋聲記念館) - 演出
- 山川方夫 予感 (語り、彼、妻)・夏の葬列 (語り)-演出 (2025年、板倉朗読会vol.1/静岡市 ギャラリーETICA)

### 新聞・雑誌・書籍
- ボイスニュータイプ(2006年8月号増刊) - 時をかける少女・インタビュー記事
- 時をかける少女 NOTEBOOK(2006年)
- サマーウォーズ 公式ガイドブック(2009年)
- 静岡新聞 この人 中部インタビュー記事(2015年10月10日掲載)
- カンフェティ 今月のイチ押しカンフェティリポート！
  - 「ハッシャ・バイ」PUBLIC∴GARDEN!主宰3人インタビュー記事(2016年7月号)、「きら星のごとく〜おんな北斎藍色草紙」蜂寅企画出演者インタビュー記事(2016年9月号)、「忘れな三助〜大江戸絢爛湯屋物語」蜂寅企画演出＆出演者インタビュー記事(2017年5月号)、「最果て忠敬」蜂寅企画演出＆出演者インタビュー記事(2018年5月号)、「幕末ほとがらひい」蜂寅企画演出＆出演者インタビュー(2019年4月号)
- 週刊SPA! 9月3日号 [突然うつ]の恐怖 モデル (過労でメンタルを病んで倒れる寸前のサラリーマン)(2019年)
- 週刊SPA! 12月8日号 男の[体調不良]総点検 モデル (テレワーク中の中年男性)(2020年)
- 北國新聞 金沢 朗読劇「赤い花」取材記事 (2021年11月7日掲載)

### その他
- Apple TV+ レディ・イン・ザ・レイク (音声解説・副音声ナレーション)[71]
- 石川ゆかりの文学朗読劇 (2023年、いしかわ百万石文化祭2023実行委員会/石川県立音楽堂コンサートホール)(総合演出)
- NEC Smart Connectivity Business Introduction Movie (ナレーション)
- 花王 ビオレUV アクアリッチ アスリズム特別動画 (ナレーション)
- ガリバー （店内放送 感染拡大防止・姫路店 TrueView）（ナレーション）
- サンテメディカルシリーズ 店頭用V (ナレーション)
- サントリー バランタイン セミナー用V (ナレーション)
- JT プルーム・テック 2.0 店頭用V (ナレーション)
- 静岡声優養成所シズセイ 演技特別講師
- 住友不動産 シティタワー葵 館内ムービー (ナレーション、男性の声、英語吹き替え)
- SEV GOLF 店頭用V (ナレーション)
- ダイハツ TANTO CUSTOM展示会イベントV (男性の声)
- 東京ミステリーサーカス シン・ゴジラからの脱出 特報映像 館内アナウンス (自衛隊無線の声)
- 日本コカ・コーラ ファンタプレミア 店頭用V、Twitter、バンパー広告 誕生篇、バンパー広告 本格ピューレ篇 大人の贅沢ご褒美篇 (ナレーション)
- 日立製作所 KASADO DIGITAL TRANSFORMATION VP (ナレーション)
- BLEACH au試写会告知ナレーション
- 本間ゴルフ 店頭用V LB-515シリーズ (ナレーション)
- メイアクターズアカデミー 静岡校 演技講師 (2017年、2018年、2019年、2020年、2021年、2022年)
- ヤマトダイアログ＆メディア株式会社10周年記念パーティー用V (ナレーション）
- 遊☆戯☆王ARC-V DVD特典映像座談会 遊勝塾 （番外編 (小野賢章×稲村優奈×板倉光隆) 、番外編 その2 (細谷佳正×園崎未恵×板倉光隆) MC
- ユニコンスター塾 演技講師
- リビングカルチャー静岡 声優講座 講師 (2023年、2024年)
- 和真メガネ WASHIN 70th Movie (ナレーション)

## 演出作品
出演作品の項も参照

### 舞台
- 太陽のコトコト島 (2011年、山下幼稚宴/相鉄本多劇場)
- トモダチ!? (2016年、演劇ユニットteam Gosh!!/静岡市すんぷ夢ひろば情熱劇場)
- 我が殿には脈がない〜人形師異聞録〜  (2016年、蜂寅企画番外公演/ステージカフェ下北沢亭)[33]

### リーディング・朗読劇・朗読
- 夜を走る (2017年、蜂寅企画/東京駒込妙義神社)[42]
- 高校生と声優が共演する朗読劇「外科室」(2023年、いしかわ百万石文化祭2023実行委員会/石川県立音楽堂コンサートホール)[72]
- 0から始めるおとなの体験型朗読会「銀河鉄道の夜〜抜粋〜」(2024年、森の劇場/東京エレクトロン韮崎文化ホール 1階 美術展示室)
- 0から始めるおとなの体験型朗読会vol.2「銀河鉄道の夜〜抜粋〜」(2024年、森の劇場/東京エレクトロン韮崎文化ホール 1階 美術展示室)[73]

## プロデュース作品
出演作品の項も参照
- 我が殿には脈がない〜人形師異聞録〜 (2016年、蜂寅企画番外公演/ステージカフェ下北沢亭)[33]
- 蜂寅朗読会 その壱 (2017年、蜂寅企画/東京駒込妙義神社)[42]
- わっしょい夏場所むすびのいちばん (2019年、かくのわタイガース/大宮 氷川の杜文化館 伝承の間)[74]
- 蜂寅朗読公演 その弐 (2019年、蜂寅企画/上野 寛永寺 輪王殿 第二会場)[44]